# Stade international Faisal Al-Husseini
Le stade international Faisal Al-Husseini (en arabe : ملعب فيصل الحسيني الدولي) est un stade de football situé à Al-Ram, en Cisjordanie. Ce stade de 12 500 places accueille les matches à domicile de l'équipe nationale de football de Palestine et du Club Hilal Al-Quds.
Il porte le nom de Fayçal Husseini, un homme politique palestinien mort en 2001.

## Historique
Sous l'impulsion de la FIFA souhaitant développer le football en Palestine, de nombreux stades sont créés ou rénovés en 2007. Après une première phase de travaux en 2007, la première rencontre se déroulant dans le stade international Faisal Al-Husseini se déroule le 2 novembre 2007 dans le cadre de la Coupe Al Quds opposant le Staff Club et Umm Tuba Club.
La deuxième phase de travaux débute en février 2008 avec l’installation du gazon synthétique sur le terrain de jeu puis des mats d'éclairage en octobre.
En 2019, le stade connaît des rénovations toujours financées par la FIFA, un nouveau gazon synthétique des sièges supplémentaires sont installés.

## Rencontres internationales
Le 26 octobre 2008, l'équipe affronte la Jordanie dans leur tout premier match international à domicile en dix ans d'adhésion à la FIFA. Devant le Président de la FIFA, Sepp Blatter, et le Premier ministre palestinien Salam Fayyad. Le 29 octobre 2009, l'équipe de Palestine féminine dispute son premier match international à domicile contre la Jordanie devant de nombreux spectateurs. 
Le 9 mars 2011, la Palestine dispute son tout premier match de compétition internationale à domicile en Cisjordanie, une rencontre comptant pour le deuxième tour des qualifications pour les Jeux Olympiques de 2012, contre la Thaïlande. Après une défaite au match aller sur le score d'un but à zéro à Bangkok, la Palestine remporte la rencontre retour sur le même score, avec un but d'Abdelhamid Abu Habib à la 43e minute. Les deux équipes se séparent sur une séance de tirs au but, remportée par la Thaïlande sur le score 6 tirs au but réussis à 5. Le Premier ministre Salam Fayyad assiste au match, qu'il qualifie de « journée historique ».
Le 3 juillet 2011, le stade accueille le premier match de qualification de la Coupe du monde, disputé à domicile par les footballeurs palestiniens. Opposés à l'Afghanistan, dans cette rencontre comptant pour le premier tour des qualifications de la Confédération asiatique de football pour la Coupe du monde de football 2014, les deux équipes se séparent sur un match nul, permettant à la Palestine de se qualifier pour le deuxième tour au total des deux rencontres.